# Мидхат-пашина библиотека у Нишу
Мидхат-пашина библиотека у Нишу била је прва библиотека, у првом смислу значења те речи, у поробљеном Нишу од стране Османског царства, која је добила име по њеном основачу, великом везиру Турске, Мидхат-паши. Он је по преузимању дужности паша у Нишком пашалуку, између 1861. и 1864. године. основао библиотеку у Бали-беговој џамији у Нишу, познатој и као Реис-ефендијина и Бурмала-џамија.

## Положај
Библотека је била смештена у централном делу Нишке тврђаве у северозападном делу Бали-бегове џамије, грађене од 1521 до1523. године, као задужбина Бали-бега Малкочевића.

## Статус и категорија заштите
Због свог историјског и археолошког значаја Бали-бегова џамија у Нишкој тврђави проглашена је, 23. децембра 1982. године, за „Културно добро од великог значаја“ и под бројем СК 289 уведено је у централни регистар споменика културе у Републици Србији. Као основ за упис у регистар послужило је решење Завода за заштитуту и научно проучавање споменика културе НРС бр.671/48 од 6. маја 1948. године.
Надлежни завод који води локални регистар и бригу о овом археолошком локалитету је: Завод за заштиту споменика културе Ниш. Овај завод је и извршио конзерваторске радове на џамији, током 1972. и од 1976. до 1978. године.

## Предуслови за настанак библиотека у Нишу
Писменост за време турске владавине код Срба била је врло ограничена, и то на мали број и проценат становништва одређених друштвених група (властела, свештенство). Самим тим образовање је било оскудно и незнатно, односно и оно, као појам, сводило се искључиво на писменост. Такође, црква је била стециште свих оних који су тежили писмености, и заједно са манастирима прва и једина школа у којој се учило читање и писање.
Током Првог српског устанка, осим цркве, потребу за неком врстом образовања почиње да има и државна управа, односно власт која оформљује прве и основне институције друштва. То је приморало Османлијску власт да све више у Нишком пашалуку уважава права Срба на њихово образовање.
Према подаци из архивских докумената познато је, да су у 19. веку у поробљеној Србији деца учила по џамијама код турских хоџа. Међутим, с обзиром да је Ниш, у то време био седиште санџака, у којем су, поред неколико хиљада војника и официра, радили и бројни чиновници - од образовних суатанова постојале су модерна средња школа „Руждија“ (нижа гимназија) и библиотека, па је, сасвим логично, морало бити и више основних школа од којих су се многе налазиле унутар ѕидина ниђке тврђави где се налазио центар културног и јавног османлијског друштва.
Поред развоја образовних потреба и јачања трговине у Османлијском царству, и на Балкану, на простор Нишког пашалука с почетка 19. века, деловали су и утицаји из суседних словенских покрајина, а пре свега, од турске власти ослобођена, Кнежевине Србије, својом просветом и својом политиком.
Истовремено је и централна Османлијска власт прокламовала својим законима; (Хатишерифом (1839) и Хатихумајуном (1856) ) толерантније односе, у погледу просветних иницијатива за муслиманско и хришћанско становништво. Међутим ти последњи напори Османлијске власти, нису значајније допринели да Нишки пашалук изађе из заосталости.
Иако је период, пред распад Османлијског царства, имао релативни просветни успон, гледано у тадашњим приликама, и даље је Нишки пашалук био веома заостао просветно и културно, са око 97% неписменог становништва.
Велике заслуге за убрзаније описмењавање нишлија поред владике Венедикта и владике Калиника имао је и контровезни Мидхад-паша који је шездесетих година 19. века наредио да су у Нишу оснује библиотека, изгради српска основна школа на два спрата за 300 ученика, код Саборне цркве, чију је изградњу лично помогао и сам паша са 2.000 гроша и Ислахана (јавна радионица) у којој су примана муслиманска и хришћанска деца да стекну основно образовање и науче неки занат (терзијски, обућарски, кожарски, ћилимарски).
Иако су у овим школама као предавачи доминирали српски учитељи Мидхад-паша је наредио да хришћанска деца обавезно уче турски језик. Учитељ је био Ибрахим Наџет-ефендија. Зато су грађани Ниша, у бројним написима осуђивали политику Мидхад-паше, који иако се представљао правичним управником, у суштини вршио иста насиља као и његови претходници.
Поред отварања школа, и оснивање једне од првих библиотеке у историји Ниша, утицало је на даље ширење писмености у Нишком пашалуку и представљало одређени прогрес, без обзира чиме је оно било мотивисано.

## Историјат библиотеке
Прву библиотеку, познату као Мидхат-пашина библиотека, у првом смислу значења те речи, у поробљеном Нишу, основао је у Бали-беговој џамија у тврђави, велики везир Турске, Мидхат-паша по преузимању дужности паша у Нишком пашалуку, између 1860. и 1864. године. За њен рад Мидхат-паша је у два наврата обезбеђивао новац (3.162 куруша и 15 000 куруша). Бројала је око тридесет књига верског, научног, филозофског и белетристичког карактера, које су набављане у Цариграду и на другим местима. Могуће је да је библиотека имала књиге и на српском језику1375, али тај податак треба узети са резервом...јер добављање књига из Србије за читалаштво у Нишком пашалуку више пута било је компромитовано и забрањивано од османских власти, јер нису испуњавале прописе цензуре. Тако да, у случају забране промета књига из Србије, није познато одакле су онда књиге на српском језику могле да буду (легалним путем и са дозволом власти) добављане за ову установу.
Када је Мидхат-паша, по потреби службе премештен из Ниша, библиотеку је нова Турска власт врло брзо запустила. Њен фонд остао је на броју од почетних тридесетак књига, а мањкала су и средства за њено одржавање.
Међутим, донацијом нишког валије, Абдурахман-паше (1867/68—1872/73), у износу од 15.000 гроша, библиотека је обновљена и свечано поново отворена јануара 1868. године. Фонд библиотеке чинило је више стотина увакуфљених књига, које су се до тада налазиле по џамијама и текијама у Нишу.
Абдурахман-паша је очито био особа која је умела да мотивише богате Турке из Ниша да обнове и обогаћују књижевни фонда јер је се из познатих извора зна да су турски чиновници, учитељи, официри, трговци, занатлије и земљопоседници дали велике прилоге. Овим прилозима купљене су књиге из разних научних области, али и два прецизна часовника за мувекит (читаоницу) која се такође налазила у библиотеци.
Читаоци нису могли да износе књиге ван библиотеке, али је зато библиотека била отворена и увече, а зими су просторије адекватно грејане.
Библиотека је радила све до ослобођења Ниша од турака 11. јануара 1878. године.

## Положај, пространство и изглед објеката
Бали-бегова џамија у Нишу, која је у архитектонском погледу, грађевина складних пропорција и технике зидања, представља јединствени споменик муслиманске архитектуре у Србији.
Објекат Џамије је квадратне основе, површине од 64 м², са засведеном полукалотом, и централно постављеним михрабом, окренутим према Меки. Висина темена куполе је 11,95 m. Зидана је од притесаног камена и уоквирена опеком. Унутрашњост осветљава 16 прозора.
Фебруара 1868. године Абдурахман-паша покренуо је иницијативу да се уз библиотеку направи просторија за окупљање и разговор, као и да се набаве два велика часовника како би се прецизније одређивало време Рамазана.
Унутрашње просторије, красили су часовник, ћилими и простирке које су набављене из нишке ислахане, где су израђивани.
Са спољашње стране, на северозападном зиду џамије, налази се двокуполни трем са четири лука и три стуба. Спољашности здања имало је уређену фасаду и украсе. Десно од улаза налазио се минарет, који је порушен после ослобођења од Османлија, и никада више није обнављан. Уз северни зид џамије делимично су видљиви су археолошки остаци Мидхад-пашине библиотеке и минарета.

## Радно време
Библиотека је радила даноноћно, како би официрима, чиновницима и писарима који су били њени чланови, а због дневних обавеза нису могли преко дана да је посећују библиотеку то чине ноћу.